# Delgamma lilacea
Delgamma lilacea là một loài bướm đêm trong họ Erebidae.